# 小行星1149
小行星1149（1149 Volga）是一颗围绕太阳公转的小行星。1929年8月1日，葉夫根尼·斯克沃索夫（Evgenij Skvorcov）在克里米亚发现了此天体。
該小行星以俄羅斯的窩瓦河命名。
这颗小行星的绝对星等为114.5147252063779等。